# Deepest Purple
Albums de Deep Purple
The Mark II Purple Singles
(1979) Perfect Strangers
(1984)
Deepest Purple est une compilation du groupe Deep Purple parue en 1980. Elle rencontre un grand succès au Royaume-Uni où elle se classe en tête des ventes pendant une semaine.
Deepest Purple a été rééditée en 2010, à l'occasion de son trentième anniversaire. Cette édition contient quatre titres supplémentaires, ainsi qu'un DVD avec des commentaires inédits de Jon Lord. Alors que la compilation originale ne comprenait que des chansons des Mk II et III, la réédition inclut une chanson de la Mk I (Hush) et une de la Mk IV (You Keep on Moving).

## Titres
Toutes les chansons sont de Ritchie Blackmore, Ian Gillan, Roger Glover, Jon Lord et Ian Paice, sauf mention contraire.

### Face 1
1. Black Night – 3:28
2. Speed King – 5:04
3. Fireball – 3:25
4. Strange Kind of Woman – 3:52
5. Child in Time – 10:20
6. Woman from Tokyo – 5:51

### Face 2
1. Highway Star – 6:07
2. Space Truckin' – 4:33
3. Burn (Blackmore, Coverdale, Hughes, Lord, Paice) – 6:02
4. Stormbringer (Blackmore, Coverdale) – 4:06
5. Demon's Eye – 5:22
6. Smoke on the Water – 5:40

### Édition du30eanniversaire
1. Black Night – 3:28
2. Speed King – 5:04
3. Fireball – 3:25
4. Hush (Joe South) – 4:27
5. Strange Kind of Woman – 3:52
6. Child in Time – 10:20
7. When a Blind Man Cries – 3:33
8. Woman from Tokyo – 5:51
9. Highway Star – 6:07
10. Space Truckin' – 4:33
11. Burn (Blackmore, Coverdale, Hughes, Lord, Paice) – 6:02
12. Stormbringer (Blackmore, Coverdale) – 4:06
13. Soldier of Fortune (Blackmore, Coverdale)
14. Demon's Eye – 5:22
15. You Keep on Moving (Coverdale, Hughes) – 4:29
16. Smoke on the Water – 5:40

## Musiciens
- Ritchie Blackmore : guitare (toutes sauf 15)
- Tommy Bolin : guitare (15)
- Ian Gillan : chant (toutes sauf 4, 9, 10 et 15)
- Rod Evans : chant (4)
- David Coverdale : chant (9, 10 et 15)
- Roger Glover : basse (toutes sauf 4, 9, 10 et 15)
- Nick Simper : basse (4)
- Glenn Hughes : basse (9, 10 et 15)
- Jon Lord : claviers
- Ian Paice : batterie